# 2004 PU107
2004 PU107, também escrito como 2004 PU107, é um objeto transnetuniano que está localizado no Cinturão de Kuiper, uma região do Sistema Solar. Este corpo celeste é classificado como um provável cubewano. Ele possui uma magnitude absoluta de 6,7 e tem um diâmetro estimado com 201 km.

## Descoberta
2004 PU107 foi descoberto no dia 13 de agosto de 2004 pelo astrônomo Marc W. Buie.

## Órbita
A órbita de 2004 PU107 tem uma excentricidade de 0,033 e possui um semieixo maior de 44,997 UA. O seu periélio leva o mesmo a uma distância de 43,513 UA em relação ao Sol e seu afélio a 46,482 UA.